# Faculdade Campo Limpo Paulista
O Centro Universitário Campo Limpo Paulista (UNIFACCAMP) é  uma instituição de ensino superior. A instituição tem suas instalações na cidade de Campo Limpo Paulista. A faculdade é mantida pelo Instituto de Ensino Campo Limpo Paulista.

## História
A UNIFACCAMP foi credenciada pela portaria MEC 1494-98, e publicado no Diário Oficial da União no dia 30 de Dezembro de 1998. A Faculdade Campo Limpo Paulista iniciou suas atividades no primeiro semestre de 1999. Inicialmente a instituição contava com 12 professores, 10 funcionários técnico-administrativos e um total de de 94 alunos.
A Faculdade Campo Limpo Paulista iniciou suas atividades com a abertura do primeiro vestibular do curso de Administração com Habilitação para Comércio Exterior. Posteriormente foi autorizado a criação de cursos de Ciência da Computação, Administração Habilitação em Análise de Sistemas e Administração Habilitação em Serviços de Turismo.
Em 2001 foi autorizado a criação de cursos de comunicação social, entre eles, Jornalismo, Publicidade e Propaganda e Relações Públicas
Em 2002 foram autorizados pelo Ministério da Educação, os cursos de Direito e Normal Superior.
Em 2008 a FACCAMP construiu seu 7º prédio, com financiamento do BNDES e tem aproximadamente 12.000 m² de área construída.
Já em 2016 a instituição contava com 15 prédios, todos distribuídos nos arredores da Rua Guatemala, no Jardim América em Campo Limpo Paulista, e além dos cursos de graduação e pós-graduação Lato Sensu, passou a ofertar dois mestrados, um doutorado e um curso na modalidade EAD.